# Грей, Роджер, 1-й барон Грей из Ратина
Ро́джер Грей, 1-й барон Грей из Ратина (англ. Roger Grey, 1st Baron Grey of Ruthin; приблизительно 1300 — 6 марта 1353) — английский землевладелец и военный, основатель баронского рода Греев из Ратина. Участник войн в Шотландии.

## Биография
Роджер Грей родился приблизительно в 1300 году. Его отцом был Джон Грей, 2-й барон Грей из Уилтона, матерью — Мод Бассет, дочь Ральфа Бассета, барона Бассета из Дрейтона. Помимо самого Роджера в семье было ещё двое детей: сын Генри от первого брака Джона Грея с Энн Феррерс и дочь Джоан. По другим данным, второй женой и матерью всех детей Джона, включая Роджера, была Мод де Верден, дочь Джона де Вердена и Элеоноры де Богун.
Несмотря на то, что к моменту смерти Джона Грея в 1323 году был жив его старший сын Генри, почти три четверти обширных владений Греев получил именно Роджер: помимо прочего к нему перешли замок Ратин и кантревы Дифрин-Клуйд в Гвинеде  и Энглфилд (Северный Уэльс). Он участвовал в военной экспедиции в Шотландию в 1318 году и заседал в парламенте Йорка в 1322 году, а после смерти отца 30 декабря 1324 года был вызван в парламент как лорд. 10 октября 1325 года Роджеру был присвоен титул барона Грея из Ратина, что сделало его основателем младшей ветви рода Греев. В 1327 году он сопровождал Эдмунда Вудстока, 1-го графа Кента, в очередном шотландском походе. В 1331 году под защиту Роджера был передан замок Абергавенни, принадлежавший несовершеннолетнему племяннику его жены Лоуренсу Гастингсу. В 1339 году Грей поставил свою подпись под договором, гарантировавшим, что старший сын короля принц Эдуард женится на Маргарите Брабантской. В 1341 году Роджер снова нёс военную службу в Шотландии. В 1343 году ему было приказано предоставить двадцать воинов и двадцать лучников для военной кампании короля во Франции, а в 1345 году Роджеру надлежало отправиться за море вместе с королём. В 1352 году он исполнял обязанности комиссара в Бедфордшире и Бакингемшире, где располагалась большая часть его поместий. 15 ноября 1351 Роджер в последний раз заседал в парламенте.
Роджер Грей умер 6 марта 1353 года.

## Семья
Роджер был женат на Элизабет Гастингс, дочери Джона Гастингса, 1-го барона Гастингса, и Изабеллы де Валенс. В браке родилось трое детей: сыновья Джон (родился до 1322 — умер до 1353) и Реджинальд (около 1322—1388) и дочь Элизабет. Старший сын Роджера был женат с 1335 года на Энн Монтегю, дочери Уильяма Монтегю, однако умер раньше отца, не оставив наследников. Титул и владения Роджера отошли его второму сыну — Реджинальду, который был женат на Элеоноре ле Стрейндж, дочери Джона ле Стрейнджа, 2-го барона Стрейнджа из Блэкмера. Единственная дочь Роджера, Элизабет, была замужем за сэром Филиппом Оуковером из Оуковер-холла, Стаффордшир.